# Hrušovská jaskyňa
Hrušovská jaskyňa (pol. Jaskinia Hruszowska) – jaskinia krasowa w Krasie Słowacko-Węgierskim na Słowacji.

## Położenie
Jaskinia leży na terenie wsi Hrušov. Wejście do jaskini znajduje się na wysokości 295 m n.p.m. u podnóży skalnego grzbietu zwanego Soroška, mniej więcej pod południowym wylotem tunelu jabłonowskiego (słow. Jablonovský tunel). Leży ok. 100 m od starego kamieniołomu i gruzowiska pozostałego po budowie tunelu, w stromym, zalesionym stoku, ok. 6 m ponad korytem dawnego wypływu wód jaskiniowych wywierzyska Eveteš.
Wejście do jaskini znajduje się na południowym stoku przełęczy Jablonovské sedlo, na pograniczu Płaskowyżu Silickiego i Płaskowyżu Górnego Wierchu. Ponieważ jednak metodą barwienia wody wykazano w 1984 r. jej łączność z położoną na Płaskowyżu Górnego Wierchu jaskinią Jablonovská priepasť (czas przenikania wody wyniósł aż 46 dni!), przyjęto zaliczać ją do systemu jaskiniowego właśnie Górnego Wierchu.

## Geneza i morfologia
Jaskinia Hruszowska jest jaskinią typu fluwiokrasowego. Powstała w pochodzących ze środkowego triasu jasnych wapieniach tzw. wettersteinskich płaszczowiny silickiej na skutek erozyjno-korozyjnej działalności podziemnego toku wodnego. Tworzą ją w większości korytarze modelowane płynącą wodą, które miejscami rozszerzają się w mniejsze komory lub większe sale pochodzenia zawaliskowego, których wysokość sięga nawet 15 m. Liczne są również wysokie kominy. Rozwinięta w trzech poziomach rozwojowych, ma łączną długość 1118 m. Jest odwadniana głównie przez znane wywierzysko Eveteš.
Bogatą wyzdobę jaskini reprezentują stalaktyty, stalagmity, draperie i inne formy naciekowe, w tym pizolity i heliktyty. Godne uwagi są zwłaszcza asymetryczne, wielkokrystaliczne formacje kalcytowe. Na przepływającym przez jaskinię potoku wytworzyły się wodospady i ciągi kaskad.

## Fauna jaskiniowa
W jaskini do początków XXI w. stwierdzono 4 gatunki zimujących nietoperzy, z których najliczniejsze są podkowiec duży (Rhinolophus ferrumequinum) i podkowiec śródziemnomorski (Rhinolophus euryale). Znaleziono tu również rzadką endemiczną formę chrząszcza (Duvalius bokori gellidus), znaną jedynie z Płaskowyżu Silickiego w Krasie Słowacko-Węgierskim. Poza tym występują tu różne gatunki skoczogonków.

## Dzieje eksploracji
Jaskinię odkrył 10 maja 1978 r. Róbert Boroš poprzez przekopanie pierwotnego, spiętrzeniowego wylotu wód jaskiniowych, znajdującego się powyżej aktualnego wywierzyska Eveteš. Wylot ten był wówczas aktywny okresowo (przy większych przepływach podziemnego potoku). Następnie wraz z Tomášem Lázárem dokonał jej pierwszego przejścia. Krótko potem jaskinię zbadali i skartowali członkowie Słowackiego Towarzystwa Speleologicznego (Slovenskej speleologickej spoločnosti) z Rożniawy, osiągając długość korytarzy wynoszącą 780 m, co uczyniło z niej wówczas najdłuższą jaskinię Górnego Wierchu. Zasadniczy plan jaskini opublikowali w 1984 r. R. Boroš i J. Ščuka. W wyniku dalszych prac w 2017 r. łączna długość odkrytych korytarzy wzrosła do 1118 m.

## Ochrona jaskini
Jaskinia leży tuż poza granicą Parku Narodowego Kras Słowacki. Jest jednak częścią Rezerwatu przyrody Hrušovská lesostep. W 1996 r. została objęta dodatkową ochroną jako narodowy pomnik przyrody (słow. Národná prírodná pamiatka).
W 1995 r., wraz z innymi jaskiniami Krasu Słowacko-Węgierskiego, została wpisana na Listę Światowego Dziedzictwa UNESCO pod zbiorczą nazwą "Jaskinie Aggteleckého Krasu i Słowackiego Krasu" (ang. Caves of Aggtelek Karst and Slovak Karst). Jaskinia nie jest udostępniona do zwiedzania, a jej wejście jest zamknięte. 